# Octar
Octar (? – ?) là thủ lĩnh người Hung. Niên đại trị vì của ông không rõ, nhưng người ta tin rằng ông bắt đầu nắm quyền cai trị vào khoảng năm 420. Mối quan hệ của Octar với vị lãnh đạo Hung tiền nhiệm là Charaton đã được Olympiodorus đề cập vào năm 412/413 không lấy gì làm chắc chắn.
Theo các nguồn sử liệu đương thời, Octar cai trị cùng với người anh Rugila theo hình thức vương quyền kép, tương tự như hai đứa cháu sau này của ông là Attila và Bleda. Octar rất có thể đồng nhất với nhà lãnh đạo Hung là Uptaros, đã qua đời vào khoảng năm 430 (bị nghi ngờ là do ăn uống thừa mứa) trong một chiến dịch quân sự chống lại người Bourgogne trên sông Rhine. Ngày hôm sau, quân đội của ông bị người Bourgogne tấn công và tiêu diệt sạch. Sau cái chết của Octar, Rugila tự cai trị như một vị vua duy nhất của người Hung cho đến khi ông mất vào khoảng năm 444.